# Ferdinand Hein
Ferdinand Hein war ein luxemburgischer Radrennfahrer.

## Sportliche Laufbahn
Hein war im Straßenradsport aktiv. 1932 siegte er im Etappenrennen Grand Prix François Faber. Im Einzelzeitfahren Grand Prix des Nations wurde er 1932 und 1933 jeweils Sechster.
Bei den Straßenradsport-Weltmeisterschaften 1933 startete er in der Nationalmannschaft Luxemburgs im Rennen der Amateure und belegte den 5. Platz.